# Чебурашка (филм, 2023)
„Чебурашка“ е руски семеен комедиен филм от 2022 г. на режисьора Дмитрий Дяченко за животно с големи уши на име Чебурашка, което се озовава в нов свят. Филмът не е адаптация на разказите на Едуард Успенски. Идеята за филма е лансирана още през 2020 г., но снимките започват едва в началото на 2021 г..
Премиерата на филма е на 23 декември 2022 г. в кино „Октябрь“ в Русия. Пускането в широко разпространение в Русия се състои на 1 януари 2023 г. Лентата изплаща първоначалния си бюджет от 850 милиона рубли за три дни, като впоследствие се превръща в най-касовия филм в руския бокс офис в цялата си история. Филмът получава смесени отзиви от критиката.

## Сюжет
В сюжета всички истории изглеждат напълно различни, за разлика от старите.
Филмът разказва за космато животно на име Чебурашка, което живее в портокалова горичка. По някакъв начин той се озовава в малък град близо до морето, където среща Гена – затворен старец, който работи като градинар в горичка, момче, което не може да говори, майка му (както се оказва по-късно, дъщерята на Гена, с която той има обтегнати отношения) и необичайна леля, която иска да го купи и да го даде на внучката си, както и много други.

## В ролите
- Сергей Гармаш – Генадий Петрович (прототип – Крокодилът Гена), градинар, баща на Таня и тъст на Тола
- Олга Кузмина – Чебурашка (улавяне на движение и озвучаване)
- Фьодор Добронравов – Валерий Завгородний, специалист по екзотични животни, приятел на Генадий
- Сергей Лавигин – Толя, съпругът на Таня, зетят на Гена, бащата на Гриша
- Полина Максимова – Таня, дъщерята на Гена, майката на Гриша
- Елена Яковлева – Рима, директор на шоколадовата фабрика
- Дмитрий Лисенков – Ларион, асистент на Рима
- Константин Фадеев – Васил, шофьорът на Рима
- Иля Кондратенко – Гриша, син на Таня и Тола, нямо момче
- Ева Смирнова – Соня, внучката на Римма
- София Зайка – търговец на напитки и сладолед
- Артьом Бистров – младият Гена
- Жанат Керимбаев – портиер
- Марина Коняшкина – Люба, съпругата на Гена, майката на Таня
- Оливие Сиу – готвач
- Наталия Шукина – директор на дендрариума, шеф на Гена
- Алиса Минай – Таня като дете
- Арсений Фогелев – бодигард

## Производство
Снимките на филма започват през септември 2021 г. в Сочи, като места служат паркът Сочински дендрариум, санаториумът Орджоникидзе и насипът. Снимките също се провеждат в Кисловодск, Пятигорск и Есентуки и приключват през юни 2022 г. в Московска област. На 20 юни 2022 г. е пуснат първият официален тийзър на филма в официалния YouTube канал на филмовата компания Central Partnership. На 26 октомври 2022 г. официалният трейлър на филма е пуснат в YouTube каналите на филмовите компании Central Partnership, Yellow, Black & White и Союзмультфильм.
За заснемането на един епизод са използвани 6 тона портокали, съобщават от Yellow, Black & White в профила си в Instagram.

## Факти
В тийзъра на филма една от героините нарича Чебурашка „беларуска ушата овчарка“.

## В България
В България филмът излиза по кината на 26 май 2023 г., разпространен от „Бета Филм“. Дублажът е нахсинхронен и в него участват Живка Донева, Ася Рачева, Цветослава Симеонова, Петър Върбанов, Росен Русев, Станислав Пищалов и други.